# 捕捉剤
捕捉剤（ほそくざい、scavenger）とは連鎖反応や分解を停止させる目的で添加する化学物質である。例えば、ラジカル捕捉剤（ラジカルほそくざい、redical scavenger）や酸素捕捉剤（さんそほそくざい、oxgen scavenger）のように捕捉する化学種とともに言い表される。
捕捉剤を貯蔵目的に応用したものは安定剤（あんていざい、stabilizer）、防止剤（ぼうしざい）や保存剤（ほぞんざい）と称される場合もある。

## 重合防止
高分子モノマーなどの重合を防止する為に、貯蔵段階では捕捉剤を添加するのが通常である。モノマーがラジカル重合であるかイオン重合であるかなど反応の種類によりラジカル捕捉剤やプロトン捕捉剤などを使い分ける。
- ヒドロキノン – 略号:HQ
- ヒドロキノンモノメチルエーテル – 略号:HQME
- 4-tert-ブチルカテコール – 略号:TBC
- メタノール – ホルムアルデヒド重合防止
- 水酸化ナトリウム – プロピレンイミン重合防止

## 分解防止
溶媒などハロゲン化合物の分解を防止する為に捕捉剤が利用される。
- エタノール – クロロホルム、ブロモホルム
- アミレン〈2-Methyl-2-butene〉– クロロホルム、ジクロロメタン
- 酸化マグネシウム – ブロモアセトン、クロロアセトン
- アルミニウム片 – ヨード化合物
- 銅片 – ヨード化合物

## 酸化防止
空気酸化などで過酸化物の生成を防止する為にラジカル捕捉剤などが利用される。
- ヒドロキノン – 略号:HQ
- 3,5-ジブチル-4-ヒドロキシトルエン– 略号:BHT

## 食品添加物
加工食品は空気酸化により色彩あるいは風味を損なうので、酸化防止剤を添加する場合がある。もっともよく利用される酸化防止剤はビタミンC〈アスコルビン酸〉とビタミンE〈α-トコフェロール〉である。
あるいは3,5-ジブチル-4-ヒドロキシトルエン(BHT)やブチルヒドロキシアニソール(BHA)なども利用される。
また、アイスクリームやサラダドレッシングなどでエマルションを安定化する為に、増粘多糖類を添加してコロイドを保護する場合も安定剤と呼ばれる。